# ستيفان فينزيل
ستيفان فينزيل (بالألمانية: Stefan Wenzel)‏ هو فلاح وسياسي ألماني، ولد في 5 مايو 1962 في الدنمارك. حزبياً، نشط في حزب الخضر الألماني. انتخب عضو مجلس الشورى الموحد من ولاية سكسونيا السفلى.

## روابط خارجية
- ستيفان فينزيل على موقع مونزينجر (الألمانية)